# Блюитт, Нил
Ни́л Блю́ит (англ. Neal Blewett; род. 24 октября 1933, Лонсестон, Тасмания, Австралия) — австралийский политик, государственный служащий и дипломат. Верховный комиссар Австралии в Великобритании с 1994 по 1998 год. Член палаты представителей Австралии от округа Бонитон с 1977 по 1994 год. Занимал ряд министерских постов в правительствах Хоука и Китинга. Компаньон ордена Австралии.

## Биография

### Академическая карьера
Окончив среднюю школу в Лонсестоне, поступил в Университет Тасмании, который окончил со степенью бакалавра искусств. Получив стипендию Родса, продолжил образование в колледже Иисуса, в Оксфордском университете, где в 1957—1959 годах изучал философию, политику и экономику. Окончил колледж, защитив степени бакалавра, после магистра искусств и получив степень доктора политических наук. В 1974—1977 годах в звании профессора политологии преподавал Университете Флиндерса в Южной Австралии.

### Политическая карьера
В 1977 году, став членом лейбористской партии, победил на выборах в палату представителей Австралии от избирательного округа Бонитон. В 1983 году вошёл в состав, сформированного лейбористами, правительства во главе с Бобом Хоуком, в котором получил портфель министра здравоохранения. В 1987 году, с введением института «супер-департаментов», Блюитт получил дополнительные обязанности, став министром здравоохранения и общественных служб. Находясь на этом посту, провёл ряд важных реформ, таких, как внедрение универсальной системы страхования здоровья «Медикэр», Закон об услугах по инвалидности от 1986 года, программу «Борьба с потреблением наркотиков», которая включала также борьбу с курением табака и алкоголем, разработал национальную стратегию по борьбе с ВИЧ / СПИДом. Стратегия включала в себя крупную образовательную и рекламную кампанию (в том числе знаменитую рекламу «Мрачный жнец») и законы против дискриминации в отношении людей, живущих с ВИЧ / СПИДом.
В 1990 году Блюитт получил портфель министра торговли и международного развития. В 1991 году поддержал Китинга в его успешной борьбе за лидерство в партии против Хоука, и когда Китинг стал премьер-министром, Блюитт получил в правительстве портфель министра социального обеспечения. В 1994 году он отошёл от политической деятельности.

### Деятельность вне политики
В 1994—1998 годах Блюитт был Верховным комиссаром Австралии в Великобритании, одновременно являясь членом Исполнительного совета Всемирной организации здравоохранения.
Вернувшись в Австралию в 1998 году, он стал президентом Австралийского института международных отношений и приглашенным профессором медицинского факультета Сиднейского университета. В 2002 году Блюитт был назначен президентом Совета по борьбе с алкоголем и другими наркотическими веществами в Австралии.
В 1999 году он опубликовал «Дневник кабинета: личный отчет о первом правительстве Китинга за 1991—93 годы», подробно описав в своих мемуарах время, когда он служил министром социального обеспечения.

### Личная жизнь
В 1962 году сочетался браком с Джилл Мэйфорд, австралийской писательницей, больше известной под именем Джилл Блюитт. В браке с ней у него родились сын и дочь. Джилл погибла в октябре 1988 года, как заявлялось ранее, в результате несчастного случая, связанного с электричеством. Однако в своих мемуарах Блюитт признался, что его покойная супруга покончила с собой.
В мае 2000 года в интервью еженедельнику «Век» Блюитт совершил каминг-аут. Он сказал, что является гомосексуалом и уже полвека (со студенческих времён) состоит в отношениях с писателем Робертом Брейном, с которым в 1989 году заключил акт гражданского партнёрства. Партнёры живут в городке Льюра в Голубых горах, недалеко от Сиднея.
Некоторые представители СМИ и пара врачей попытались обвинить Блюитта в предвзятом отношении к теме ВИЧ / СПИДа во времена, когда он был министром здравоохранения. Они утверждали, что Блюитт, являясь гомосексуалом, использовал государственный ресурс в борьбе с эпидемией в интересах инфицированных представителей ЛГБТ-сообщества Австралии. Блюитт подал на журналистов и врачей в суд иск о защите чести и достоинства. Суд признал все обвинения в его адрес  не соответствующими действительности и клеветническими.

## Награды и звания
В 1998 году Блюитт был удостоен звания почётного доктора Университет Тасмании. Он также получил почётные научные степени Университета Халла и Австралийского национального университета. В том же 1998 году Блюитт был назначен почётным членом колледжа Иисуса в Оксфордском университете. В 1995 году он был возведён в компаньоны Ордена Австралии за службу народу Австралии.

## Сочинения
- Blewett, Neal. A Cabinet Diary: A Personal Record of the First Keating Government 1991–93 (англ.). — Adelaide: Wakefield Press, 1999. — ISBN 1-86254-464-6.